# Ring Weert
De Ring van Weert (Ringbaan) is de buitenste ringweg van Weert. De rondweg heeft een lengte van tien kilometer en werd grotendeels aangelegd in de jaren 60/70 van de 20e eeuw. De ring werd eind jaren 80 geheel gesloten. De ring ligt inmiddels niet meer rond, maar grotendeels in Weert. Alleen in het zuidenoosten vormt de ring nog de rand van de stad. De ring is aangelegd om nieuwe naoorlogse woonwijken goed te ontsluiten en doorgaand verkeer rond de stad te leiden.
De Ring bestaat uit vier wegen; de Ringbaan Noord, Oost, Zuid en West, en wordt in zijn geheel beheerd door de gemeente Weert.

## Aansluitingen
De rondweg van Weert heeft met de klok mee de volgende belangrijke aansluitingen:
- Rotonde Ringbaan/Eindhovense weg in het noorden, vroeger de rechtstreekse weg naar Eindhoven, tegenwoordig de noordelijke ontsluitingsweg van Weert naar de A2. (afslag 38, Weert-Noord)
- Splitsing Ringbaan Noord/Ringbaan Oost, de N275 de rechtstreekse weg van Weert naar Nederweert en Venlo, en de noordoostelijke ontsluitingsweg van Weert naar de A2. (afslag 39, Nederweert)
- Kruising Ringbaan Oost/Roermondseweg, de N280 de rechtstreekse weg van Weert naar Roermond en de oostelijke ontsluitingsweg van Weert naar de A2. (afslag 40, Kelpen)
- Kruising Ringbaan Zuid/Maaseikerweg, de N292 de rechtstreekse weg van Weert naar Stramproy en verder naar Maaseik in België.
- Rotonde Ringbaan/Bocholterweg in het zuidwesten, een rechtstreekse weg van Weert naar Altweerterheide en verder naar Bocholt (België).
- Rotonde Ringbaan West/Suffolkweg Zuid, de N564 richting Budel en België

De kruising Ringbaan West/Kazernelaan is vooralsnog ook een belangrijke en drukke aansluiting. Er bestaan echter plannen om de Kazernelaan verkeersluwer te maken wat het belang van dit kruispunt zou doen afnemen.

## Maximumsnelheid
De rondweg van Weert ligt geheel binnen de bebouwde kom. Daarom geldt, hoewel de weg is uitgevoerd als een provinciale weg of een autoweg, overal een maximumsnelheid van 70 km/h.

## Wegbreedte
De rondweg van Weert is voor een deel aangelegd als tweebaansweg (1 x 2 rijstroken) en als vierbaansweg (2 x 2 rijstroken). De twee viaducten over de Zuid-Willemsvaart zijn 2 x 2 strooks aangelegd met middenberm, evenals het oostelijke gedeelte van de Ringbaan Noord. Dit wegvak vormde tot het einde van de jaren '80 van de vorige eeuw een onderdeel van de A2 tussen afslag 39 Nederweert en de toen nog kruising Ringbaan Noord/Eindhovenseweg. De A2 is sinds 1989 omgeleid via het zogenaamde slingertracé verder ten noorden van Weert
De aansluiting Ringbaan Oost/Graafschap Hornelaan, nabij de Laarderbrug, het oostelijke viaduct over de Zuid Willemsvaart, is zelfs uitgevoerd als een Haarlemmermeeraansluiting.
Langs het gedeelte van de ring met 1 x 2 rijstroken, is vrijwel overal ruimte gereserveerd om de weg gemakkelijk uit te kunnen breiden naar 2 x 2 rijstroken. Vooralsnog bestaan er alleen plannen om dit met het westelijke gedeelte van de Ringbaan Noord, het wegvak tussen de Rotonde Eindhovenseweg en de rotonde Suffolkweg Zuid te doen.

## Aanleg
De rondweg van Weert werd grotendeels aangelegd in de jaren 60/70 van de 20e eeuw. De stad Weert groeide in deze periode erg snel door opkomende industrie rond de stad. Door de snelle groei werd het al snel duidelijk dat het bestaande wegennet niet afdoende was om de nieuwe stadswijken goed te ontsluiten, en het toenemende verkeer door de stad te leiden. Een tweede ring was noodzakelijk. De ring omsloot de gehele stad, behalve de toen in aanbouw zijnde buitenwijken Boshoven en Leuken.
Aanvankelijk bestond het plan om de Ringbaan Oost verder oostelijk aan te leggen, zodat ook de wijk Leuken omsloten werd. Dit bleek echter niet mogelijk vanwege het drassige natuurgebied de Moeselpeel ten zuidoosten van de stad.
Om diezelfde reden bleef de ring tot het einde van de jaren 80 onvoltooid. Het zuidoostelijke gedeelte bij de Moeselpeel, tussen de aansluitingen Ringbaan Oost/Roermondseweg en Ringbaan Zuid/Maaseikerweg ontbrak. Pas met de bouw van de wijk Graswinkel en ingrijpende maatregelen om de waterhuishouding in dit gebied te verbeteren werd het mogelijk de ring te voltooien.
Het wegennet rond de stad Weert kreeg hiermee de vorm van een spinnenweb. Middelpunt is de binnenring rond het middeleeuwse centrum van Weert, de singelring. Haaks op de singel ontspringen als in een stervorm de uitvalswegen van de stad. Deze uitvalswegen worden aan de rand van de stad doorsneden door de buitenring, de Ringbaan.

## Toekomst
De rondweg van Weert is een belangrijk onderdeel van het wegennet in en rond Weert. De weg wordt drukker door het toenemende verkeer en op enkele plaatsen dreigen knelpunten te ontstaan. De gemeente Weert heeft daarom recentelijk een ‘structuurvisie ringbanen’ opgesteld.
De Ringbaan Noord, met name rond aansluiting met de Eindhovenseweg dreigt al op korte termijn dicht te slibben vanwege de aanleg van nieuwe woongebieden en industrieterreinen in het noorden van de stad. Deze kruising is inmiddels al omgevormd tot een turborotonde waarbij fiets- en voetgangersoversteekplaatsen gedeeltelijk als tunnels uitgevoerd zijn. Ook op andere kruisingen in de Ringbaan Noord zal de verkeerssituatie met name voor voetgangers en fietsers verbeterd worden door aanpassingen aan verkeerslichten of door de aanleg van fietsbruggen.
Tevens bestaan er plannen om het gedeelte Ringbaan Noord tussen de aansluiting met de Eindhovenseweg en de Suffolkweg uit te breiden van 2 x 1 rijstroken naar een 2 x 2 rijstroken. Een alternatief is de aanleg van een zogenaamde 'Westtangent' tussen de industrieterreinen ten westen van Weert naar de A2, ruim buiten de bebouwde kom. Vooralsnog zijn beide plannen niet concreet.
De overige delen van de Ringweg zullen in huidige vorm de verkeersstromen ook in de toekomst waarschijnlijk zonder problemen kunnen afwikkelen. 
Almelo · Almere · Alkmaar · Alphen aan den Rijn · Apeldoorn · Assen · Barendrecht · Bergen op Zoom · Den Haag · Dordrecht · Eindhoven · Enschede · Groningen · 's-Hertogenbosch · Hilversum · Hoofddorp · Houten · Leeuwarden · Oud-Beijerland · Parkstad Limburg · Sneek · Tilburg · Utrecht · Weert · Zoetermeer · Zwolle

Ringwegen geheel uitgevoerd als autosnelweg: Amsterdam · Rotterdam

Opgeheven: Maastricht